# Marc Racicot

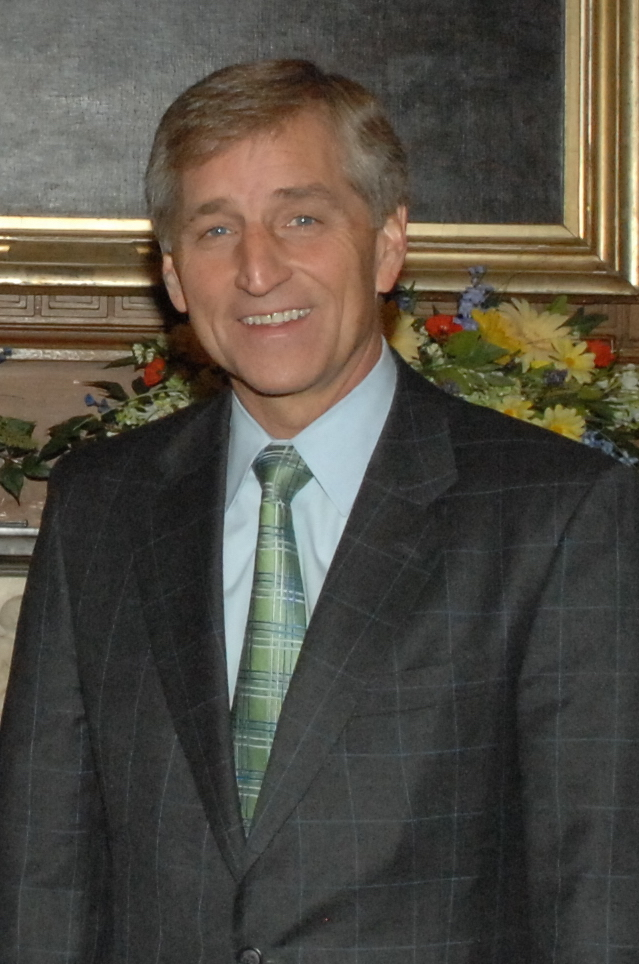
Marc Racicot

Marc F. Racicot (nascido em 24 de julho de 1948) é um político e lobista americano, Racicot é membro do Partido Republicano. Ele foi governador de Montana entre 1993 até 2001.